# Laxören, Korsholm
Laxören är en ö i Finland. Den ligger i Norra kvarken och i kommunen Korsholm i den ekonomiska regionen  Vasa ekonomiska region i landskapet Österbotten, i den västra delen av landet. Ön ligger omkring 24 kilometer norr om Vasa och omkring 390 kilometer norr om Helsingfors.
Öns area är 1,2 hektar och dess största längd är 160 meter i öst-västlig riktning.